# Rabona

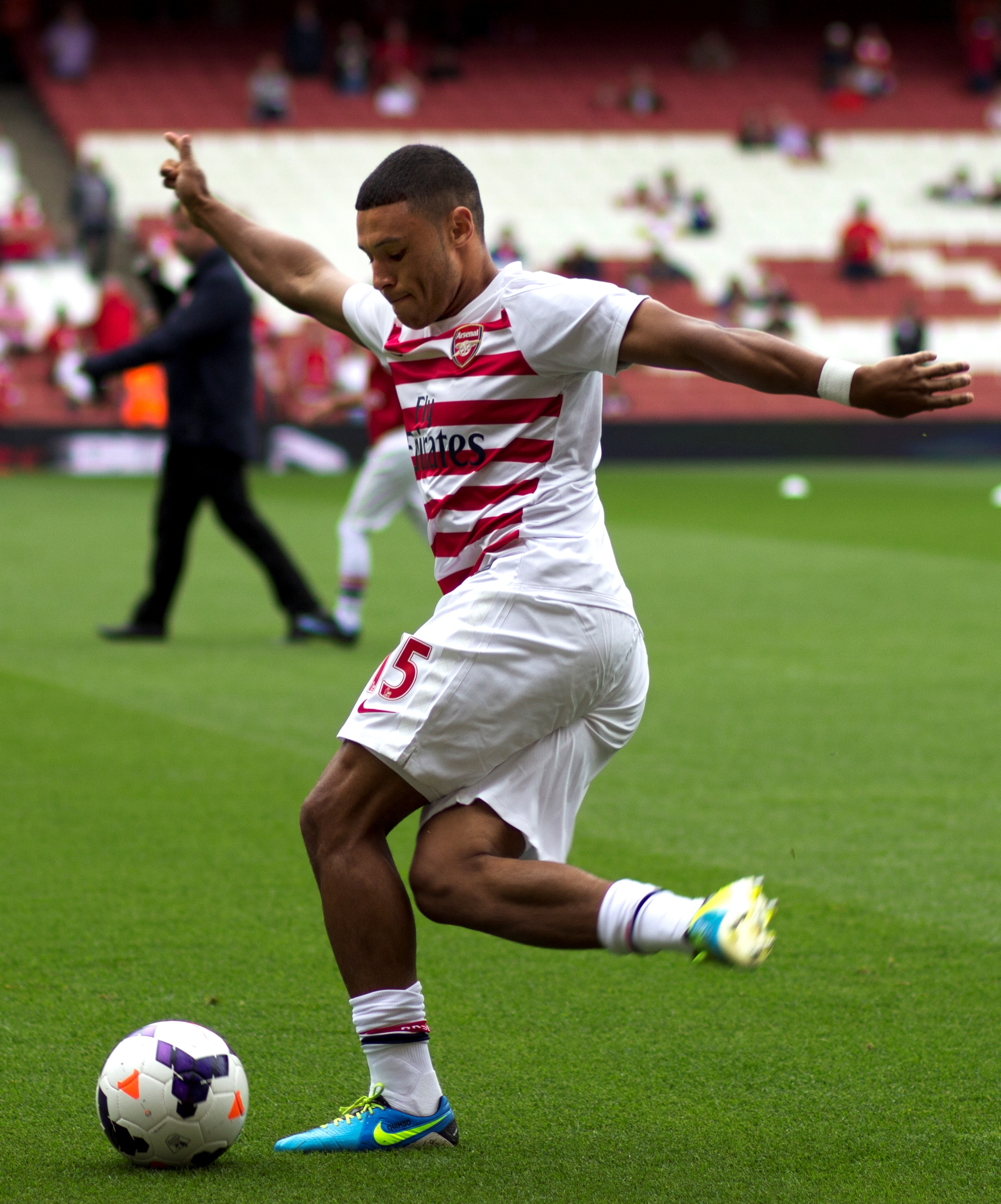
Alex Oxlade-Chamberlain executând o rabona în timp ce se încălzea pentru Arsenal în 2013

În jocul de fotbal, rabona este tehnica de lovire a mingii în care piciorul care lovește este încrucișat în spatele piciorului de sprijin.
Există mai multe motive pentru care un jucător ar putea alege să lovească mingea în acest fel: de exemplu, un atacant de picior drept care avansează spre poartă ușor spre partea stângă, în loc să aibă poarta drept în față, poate simți că puterea sau precizia loviturii sale cu piciorul stâng este inadecvată (mai colocvial, jucătorul nu are „stângul”), astfel încât va efectua o rabona pentru a șuta mai bine. Un alt scenariu ar putea fi o aripă de picior drept care trimite o centrare în timp ce joacă pe partea stângă a terenului, fără a trebui să se întoarcă mai întâi. Un alt motiv pentru care un jucător ar putea efectua o rabona ar putea fi acela de a deruta un jucător care se apără sau, pur și simplu, de a-și arăta propriile abilități, deoarece este considerat un procedeu ingenios la orice nivel.

## Istoric
Rabona în spaniolă înseamnă a chiuli de la școală. Numele derivă de la prima performanță documentată a lui Ricardo Infante într-un meci dintre Estudiantes de La Plata și Rosario Central în 1948. Revista de fotbal El Gráfico a publicat o copertă care îl arată pe Infante îmbrăcat ca un școlar, cu titlul „El infante que se hizo la rabona” (în română: „Copilul care chiulește”). O altă presupusă origine a numelui este că Rabona provine din cuvântul spaniol rabo pentru coadă și că mișcarea seamănă cu mișcarea cozii unei vaci între sau în jurul picioarelor sale. În Brazilia, mișcarea este cunoscută și sub numele de chaleira (ceainic) sau letra (literă).
Prima rabona filmată a fost executată de fotbalistul brazilian Pelé în campionatul statului São Paulo în 1957. Giovanni „Cocò” Roccotelli este creditat cu popularizarea rabonei în Italia în anii 1970; la acea vreme, această mișcare era numită pur și simplu „lovitură încrucișată” (incrociata, în italiană).
Pe lângă jucătorii menționați mai sus, câteva exemple de exponenți cunoscuți ai rabonei, care au executat cu succes această tehnică în competiții și care o folosesc frecvent în timpul meciurilor, sunt: Fernando Redondo, Alan Ball, Diego Maradona, Romário, Roberto Baggio, Cristiano Ronaldo, Pablo Aimar, Raúl Jiménez, Claudio Borghi, Matías Fernández, Matías Urbano, Mário Jardel, David Villa, Ariel Ortega, Robinho, Alberto Aquilani, Eden Hazard, Joe Cole, Ronaldinho, Ángel Di María, Rivaldo, Neil Townley-Williams, Ricardo Quaresma, Erik Lamela, Gianfranco Zola, Roberto Carlos, Matthew Kowalczyk, Neymar, Luis Suárez, Jay-Jay Okocha. Paul Gascoigne a marcat un penalti celebru folosind această tehnică într-un meci demonstrativ.

## Alte sporturi și utilizări

### Fotbal american
- Prima utilizare cunoscută a rabonei în fotbalul american a fost cea a lui Toni Fritsch de la Dallas Cowboys, el fiind fost jucător de fotbal. El a folosit-o la sfârșitul celui de-al patrulea sfert al playoff-ului divizionar NFC din 1972, în timpul unei lovituri din interior, care a contribuit la o victorie istorică 30-28 împotriva celor de la San Francisco 49ers.[16]
- Specialistul în lovituri de pedeapsă Chris Boswell a executat cu succes o rabona pentru Rice University, într-o înfrângere cu University of Houston, pe 21 septembrie 2013. Boswell a învățat acest truc de la tatăl său, care a crescut jucând fotbal în Brazilia.[17] Când a jucat pentru Pittsburgh Steelers pe 6 noiembrie 2016, Boswell a folosit rabona pentru a încerca o lovitură din interior împotriva Baltimore Ravens, care a fost recuperată de apărare.
- În Alamo Bowl din 2015, Matthew McCrane, specialistul în lovituri de pedeapsă al Universității Kansas State, a executat cu succes o lovitură rabona, deși acesta a fost recuperat de adversarii lor, UCLA Bruins.
- Pe 30 octombrie 2022, Braden Mann, specialist în lovituri de departajare al echipei New York Jets, a încercat fără succes o rabona împotriva echipei New England Patriots, pierzând cu 22-17.

### Alte utilizări
- Rabona este un pas de dans folosit în tango. Pasul de dans își trage numele de la lovitura de fotbal.[18]
- În Argentina[19] și Bolivia, termenul „rabona” se referă la adepții taberei, femei care urmau armata, gătindu-și și servindu-și soții, tații și partenerii care erau soldați, oferind servicii de îngrijire, transportându-le armele și munițiile și adunând informații care puteau ajuta armata.[20]